# Umiastów
Umiastów – wieś w Polsce położona w województwie mazowieckim, w powiecie warszawskim zachodnim, w gminie Ożarów Mazowiecki. Ma status sołectwa.
W latach 1975–1998 miejscowość położona była w województwie warszawskim.
Według stanu w 2021 sołectwo liczyło 422 mieszkańców.

## Historia
Umiastów (także Umiastowo lub Klimonty) był wczesnośredniowieczną osadą wchodzącą w skład klucza rodu comites Pierzchałów. Po 1552 miejscowość straciła na znaczeniu, stając się drobną osadą zaściankową. W wieku XVII uboższa, mazowiecka linia Pierzchałów-Umiastowskich sprzedała Umiastów Leszczyńskim.
W 1747 kasztelanowa małogoska Urszula z Bielińskich Czermińska zapisała wieś Umiastów na rzecz Szpitala Podrzutków ks. Boduena. Folwark ten w 1921 zostaje przejęty przez gminę miasta Warszawa.
W połowie XIX wieku został w Umiastowie zbudowany dwór dla Róży z Obrębskich Zakrzewskiej-Rykowskiej, potem należący do Tarnowskich, od 1860 Wiktora Zawiszy Czarnego, następnie Ksawerego Luceńskiego, od 1880 do Groerów, potem do Ignacego Rodkiewicza. Ostatnimi właścicielami przed 1939 byli Pawłowscy. Obecnie dwór jest w posiadaniu Ryszarda Korczak-Chęcińskiego, który organizuje tam ogólnopolskie Centrum Szlacheckie z Muzeum Szlachty Polskiej. We dworze odbywać mają się także Giełdy Szlacheckie organizowane przez Związek Szlachty Polskiej. Dwór w Umiastowie to budynek późnoklasycystyczny, murowany, podpiwniczony, lecz parterowy, z mieszkalnym poddaszem. 